# Jelena Tairowa
Jelena Kajratowna Tairowa, ros. Елена Кайратовна Таирова (ur. 28 sierpnia 1991 w Mińsku, zm. 16 marca 2010 w Moskwie) – rosyjska szachistka pochodzenia białoruskiego, arcymistrzyni od 2006 r. oraz posiadaczka męskiego tytułu mistrza międzynarodowego.

## Życiorys
Sukcesy szachowe zaczęła odnosić od najmłodszych lat. W 2001 r. zdobyła tytuł mistrzyni Europy w kategorii do 10 lat (w Kallithei oraz brązowy medal mistrzostw świata w tej samej kategorii wiekowej (w Oropesa del Mar). W swoim dorobku ma również dwa tytuły wicemistrzyni Europy do 12 lat (2002, Peñiscola i 2003, Budva) oraz cztery medale w kategorii do 14 lat: złoty (2005, Belfort, MŚ), dwa srebrne (2004, Ürgüp i 2005, Herceg Novi; oba ME) oraz brązowy (2004, Heraklion, MŚ). W 2007 r. wystąpiła w narodowej reprezentacji Rosji na rozegranych w Jekaterynburgu drużynowych mistrzostwach świata, zdobywając dwa srebrne medale (wspólnie z zespołem oraz za indywidualny wynik na V szachownicy).
Do innych sukcesów Jeleny Tairowej należą:
- dz. I m. w Mińsku (2005, wspólnie z Aleksandrem Rachmanowem i Nikołajem Czadajewem),
- I m. we Włodzimierzu nad Klaźmą (2005, memoriał Jelizawiety Bykowej, turniej B),
- I m. w Czeboksarach (2006, mistrzostwa Rosji do 16 lat),
- dz. III m. w turnieju Młodych Gwiazd w Kiriszi (2006, za Iwanem Popowem i Janem Niepomniaszczijem, wspólnie z Fabiano Caruaną i Daniiłem Linczewskim),
- dz. II m. w Gorodcu (2006, finał indywidualnych mistrzostw Rosji, za Jekateriną Korbut, wspólnie z Tatianą Kosincewą i Nadjeżdą Kosincewą),
- dz. III m. w Bad Homburg (2007, za Zhao Xue i Elisabeth Pähtz, wspólnie z Moniką Soćko),
- II m. w Moskwie (2007, mistrzostwa Rosji, za Tatianą Kosincewą)[3].

Najwyższy ranking w karierze osiągnęła 1 listopada 2009 r., z wynikiem 2455 punktów zajmowała wówczas 38. miejsce na światowej liście FIDE.
Zmarła w wieku 18 lat na raka płuc.